# Thompson/Center Arms
Thompson/Center Arms була американською компанію з виробництва зброї, яка була розташована в Спрингфілді, штат Массачусетс. Найбільше компанія відома за лінійку взаємозамінних стволів, однозарядних пістолетів та гвинтівок. Thompson/Center також випускали дульнозарядні гвинтівки і саме цій компанії приписують відродження використання такої зброї в 1970-х роках.

## Історія
В 1960-х роках Воррен Центр розробив незвичний переламний однозарядний пістолет в своєму підвалі, який отримав назву Contender. Тим часом K.W. Thompson Tool Company шукала продукт для цілорічного виробництва. В 1965 році Воррен Центр приєднався до K.W. Thompson Tool Company і разом вони анонсували пістолет Воррена Центра Contender в 1967 році. Незважаючи на те, що пістолет коштував дорожче за мисливські револьвери, гнучкість через можливість стріляти набоями різного калібру, просто змінивши ствол та приціл, а висока точність незабаром зробили його популярним серед мисливських пістолетів. Оскільки K.W. Thompson Tool почали продавати пістолет Центра Contender, назва компанії змінилася на Thompson/Center Arms Company. Пізніше, в 1970 році, Thompson/Center створили сучасне виробництво зброї під димний порох, представивши дульнозарядну гвинтівку під димний порох Воррена Центра в стилі Hawken.
4 січня 2007 року компанію Thompson/Center придбала компанія Smith & Wesson.
8 грудня 2010 року Smith & Wesson анонсували, що оригінальна фабрика в Рочестері, штат Новий Гемпшир буде закрита, а виробництво буде перенесено в Спрингфілд, штат Массачусетс.
Після закриття Thompson/Center arms в Рочестері, штат Новий Гемпшир, відкрилася компанія Thompson Investment Casting, яка почала виробництво металевої продукції для різних компанії в тому числі Smith & Wesson.

## Переламні пістолети
Успіх до Thompson/Center прийшов після появи пістолетів, з якими можна було полювати на великих відстанях, стріляти по цілях та, особливо, по металевим силуетам. Їхня переламна, однозарядна конструкція мала гвинтівкову точність та потужність, що було новою концепцією на той час. Спочатку було розроблено замінні стволи калібрів .38 Special та .22 LR, пізніші пістолети розроблені компанією Thompson/Center отримали велику кількість різних змінних стволів для використання набоїв різних калібрів. Відмикання переламного затвора відбувається шляхом натискання на зовнішню нижню частину спускової скобив бік руків'я/прикладу, при цьому затвор відкривається і екстрагується стріляна гільза.

### Contender

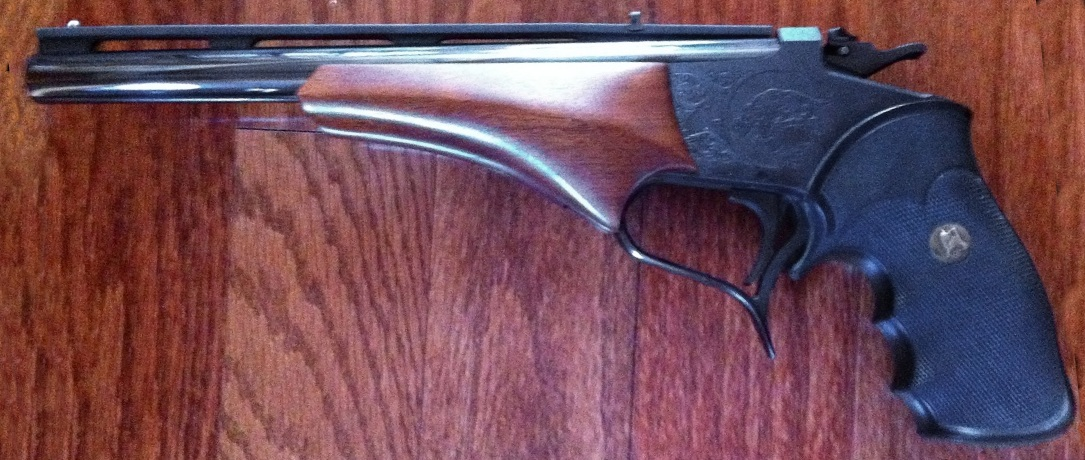
Пістолет Contender під набій 45 Colt/.410 з вентильованою планкою

Вперше пістолет Contender було представлено в 1967 році. Він представляє собою однозарядний пістолет або гвинтівку з переламним затвором з низкою унікальних особливостей. Першою унікальною особливістю є спосіб кріплення ствола. Знявши цівку, можна побачити великий шарнірний штифт. Натиснувши на цей штифт можна зняти ствол. Оскільки приціл та екстрактор прикріплені до ствола, рама сама по собі не містить деталей пов'язаних з набоєм. Можна встановити ствол іншого калібру, встановити цівку і пістолет готовий для стрільби з іншим стволом та налаштованим під цей набій прицілом. Це дозволяє легко замінити калібр, приціл та довжину ствола, при цьому для заміни потрібна лише пласкої викрутки.

### Encore
В 1983 році було представлено гвинтівку Encore. В Encore використано інший УСМ, більш міцний, ніж в пістолеті Contender, який дозволяє легше розкривати затвор. Encore має довшу та міцнішу раму ніж Contender, а тому може стріляти понад 86 набоями - від .22 Hornet до потужного .416 Rigby. Існував навіть одни ствол з неіржавної сталі під набій .600 Nitro Express. Серед стволів Encore є стволи під рушничні набої 28, 20 та 12 калібрів, а також є дульнозарядні стволи під набої .45, .50 калібру та 12 калібру з використання рушничних капсулів #209. В 2007 році з'явилися стволи Encore під набої кільцевого запалення 22 LR та 17 HMR, які мають унікальну моноблочну конструкцію, що не вимагає жодних змін у рамці.
Покращена гвинтівка Encore має назву Pro Hunter. Вона має приклади з гумовими вставками "Flex Tech" та щитки для захисту від погодних умов з неіржавної або вуглецевої сталі. Існують і інші невеликі відмінності між гвинтівками, включаючи заглушку казенної частини на дульнозарядних версіях.

### Contender G2
Оригінальний Contender, зараз відомий як перше покоління (G1) Contender, змінив G2 Contender невдовзі після появи Encore. G2 Contender по суті такий же, як і оригінальний Contender, але використовує УСМ в стилі Encore. Через зміни в ударно-спусковому механізмі та різницю в куті нахилу руків'я відносно лінії ствола пістолета, приклади та пістолетні руків'я між G1 та G2 Contenders відрізняються і не є взаємозамінними. Однак у G2 використовуються ті самі стволи та цівки, що й в оригінальному Contender, а тому стволи можна міняти, за винятком лише двох дульнозарядних стволів G2, які підходять лише до рами G2, та стволів/цівок Herrett., які призначені для використання лише на рамі G1.
На відміну від оригінального Contender, холоста стрільба з G2 Contender можлива тільки в центральному (безпечному) положенні курка, який знаходиться між позиціями стрільби набоями центрального та кільцевого запалення. Крім того, на відміну від оригінального Contender, для холостого пострілу не потрібно відкривати затвор. Регулювання спускових гачків G2 Contender також трохи відрізняється від оригінального G1 Contender.

### Законодавчі регулювання
Ствольна коробка на Contender, G1 або G2, є частиною комбінованого вузла руків'я/прикладу, що містить спусковий механізм, і за законом вона вважається пістолетом з серійним номером. Таким чином, стволи з механічними або оптичними прицілами, а також шарнірний штифт є частинами зброї, які не потребують наявності серійних номерів, що спрощує вибір набоїв: центрального або кільцевого запалення, гвинтівкових або пістолетних та навіть рушничних.
На пістолетну раму можна встановити плечовий приклад замість пістолетного руків'я, а в поєднанні зі стволом довжиною 16 дюймів або довшою (див. «Thompson/Center Armsi Верховний суд» нижче), Contender може бути законно перетворено з пістолета на гвинтівку або навпаки. Хоча технічно можливо встановити пістолетне руків'я на оригінальну раму гвинтівки Contender і використати ствол пістолета, щоб зробити з гвинтівки пістолет, це не є законним у США, оскільки перероблення гвинтівки на пістолет є незаконним. За правилами ATF, для переробки з пістолета на гвинтівку і навпаки, необхідно продати ствольну коробку як пістолет.

#### Законодавство Каліфорнії
- Володіння пістолетним стволом Thompson/Center Arms калібру .45/.410 є незаконним в Каліфорнії, як для дилерів, так і для приватних осіб, крім того такий ствол не можна легально відправити в штат або завезен до Каліфорнії для полювання з причини його класифікації як короткоствольної рушниці (SBSG) при використанні зі ствольною коробкою Contender.[9]

## Дульнозарядні гвинтівки

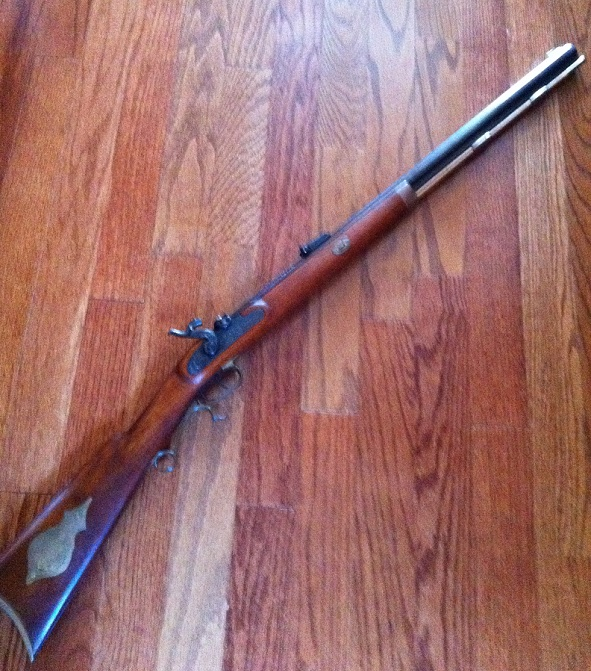
Капсульна гвинтівка TC Hawken.

Thompson/Center випускали різні дульнозарядні гвинтівки традиційної та рядної конструкції, а також продавали гвинтівки з капсульними та кремінними замками з різними діаметрами стволів. Серед відомих моделей є Renegade, Hawken, Big Boar та White Mountain.
Традиційні дульнозарядні гвинтівки Thompson/Center сильно вплинули на відновлення популярності полювання за допомогою димного пороху в США в 1970 році, коли Воррен Центр розробив гвинтівку в стилі Hawken. Компанія Thompson/Center повторно представила гвинтівку в стилі Hawken з міцною латунною фурнітурою і ложею з американського горіха, значною мірою стилізовану під "рівнинні гвинтівки", які виготовляв Хоукен в 1800-х роках, і стала однією з конструкцій зброї, яку найбільше копіювали. Thompson/Center випускали ці гвинтівки наступних моделей та калібрів:
Cherokee:
Ствол: 24” восьмикутний, нарізка: 1:30 (32) & 1:48 (36 & 45),
Курок: подвійний,
Калібр: 32, 36 & 45,
Приклад: американський горіх,
Статус: знято з виробництва в 1994 році,
Запалення: капсульне
Seneca:
Ствол: 27” восьмикутний, нарізка: 1:30 (32) & 1:48 (36 & 45),
Курок: подвійний,
Калібр: 32, 36 & 45,
Приклад: американський горіх,
Статус: знято з виробництва в 1987 році,
Запалення: капсульне
Hawken:
Ствол: 28” восьмикутний, нарізка: 1:48, окрім 1:66 на 50 калібрі глибокі нарізи,
Курок: подвійний,
Калібр: 45, 50 & 54,
Приклад: американський горіх,
Статус: знято з виробництва, багато спеціальних редакцій,
Запалення: кременевий замок та капсульне
Cougar:
Спеціальний випуск Hawken, сатинове покриття ствола, неіржавна фурнітура, узори на дерев'яних частинах
Renegade:
Ствол: 26” восьмикутний, 1:38 (50), 1:48 (50 & 54), 1: 66 (50 глибокі нарізи), гладкий (56),
Курок: подвійний,
Калібр: 50, 54 & 56, 
Приклад: американський горіх,
Статус: знято з виробництва,
Запалення: кременевий замок та капсульне
New Englander
Ствол:  26" круглий, 1:48
Курок: одинарний,
Калібри: .50, .54 та 12 калібр
Приклад: американський горіх або чорний синтетичний
Запалення: капсульне
Статус: знято з виробництва
White Mountain Carbine
Ствол:  21" з восьмикутний в круглий, різні нарізки
Курок: одинарний
Калібри .45, .50. 54
Приклад: американський горіх або чорний синтетичний
Запалення: капсульне
Статус: знято з виробництва
Greyhawk
Ствол: 26" круглий, Неіржавний 1:48
Курок: одинарний
Калібри: .50, .54
Приклад:  чорний синтетичний
Запалення: капсульне
Статус: знято з виробництва
Big Boar:
Ствол: 26” восьмикутний, 1:48,
Курок: одинарний
Калібри: 58,
Приклад: американський горіх,
Статус: знято з виробництва році,
Запалення: капсульне
Encore 209x50: 
Сучасна дульнозарядна конструкція, в якій можна замінити ствол на ствол під набій центрального запалення. Гвинтівка однозарядна з переламним стволом, 209x50 має точність до "кутової хвилини". 209x50 може мати заряди вагою до 9,7 г димного пороху або Pyrodex в еквівалентів. При стрільбі зі ствола довжиною 26" кулею вагою 16 г з трьома пелетами Pyrodex, можна досягти дулової швидкості в 670 м/с.
G2 Contender: 
Сучасна дульнозарядна конструкція здатна стріляти зарядами магнум на великі відстані. Заряд димного пороху вагою 9,7 г FFG або трьох пелетів вагою 3,2 г Pyrodex Pellets можуть розігнати кулю до дулової швидкості 730 м/с. 
Omega: Ця дульнозарядна зброя T/C пропонувалася під стволи різної довжини та калібри .45 і .50. В ній використовують заряд димного пороху вагою 9,7 г або три пелети вагою 3,2 г Pyrodex. Його конструкція затвора дозволяє дуже ефективно спалювати різні типи чорного пороху.
Triumph:
Ця дульнозарядна зброя T/C поставлялася під набій .50 калібру зі стволом довжиною 28" та композитним прикладом.

## Дульнозарядні пістолети
Patriot:
Ствол: 9” восьмикутний,
Курок: подвійний,
Калібр: .36 & .45,
Приклад: американський горіх,

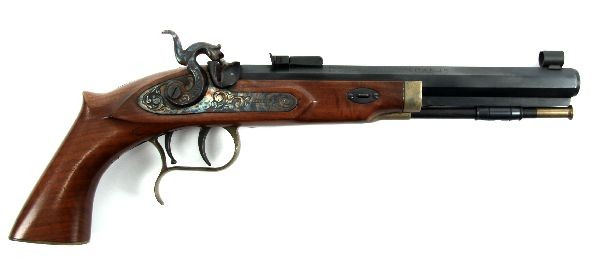
Дульнозарядний пістолет під димний порох Thompson/Center Patriot .45 калібру.

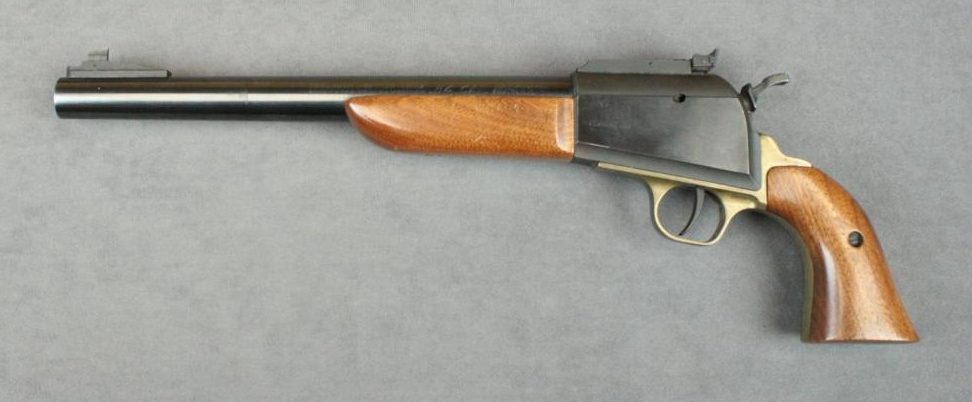
Дульнозарядний пістолет під димний порох Thompson/Center Scout .54 калібру.

Статус: знято з виробництва в 1997 році,
Запалення: капсульне.
Scout:
Ствол: 15” круглий,
Курок: одинарний,
Калібр: 45, 50 & 54,
Приклад: американський горіх,
Статус: знято з виробництва в 199?,
Запалення: капсульне.
Велика пожежа на фабриці Thompson/Center у 1996 році знищила всі інструменти та деталі для пістолетів Scout і Patriot та гвинтівки Seneca. В результаті вони були зняті з продажу.

## Гвинтівки з ковзними затворами
Compass
Ствол: 22", 24"
Курок: Одноступеневий регульований

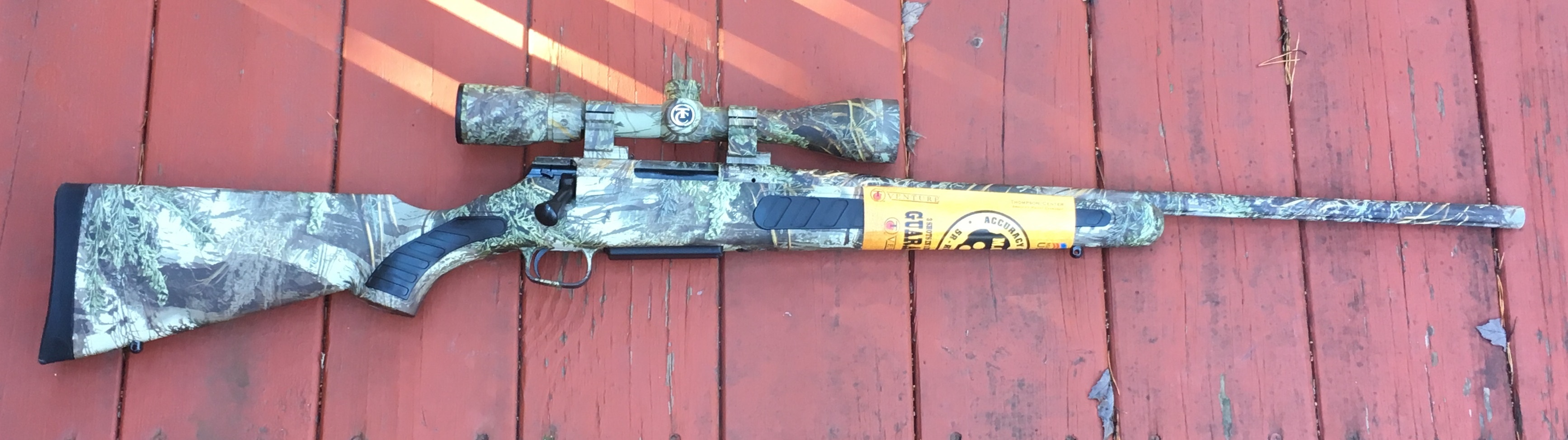
Гвинтівка T/C Venture Predator в камуфляжі Real Tree

Калібр: .204 Ruger, .22-250 Remington, .223 Remington, .243 Winchester, .270 Winchester, .280 Remington, .300 Winchester Short Magnum, .300 Winchester Magnum, .308 Winchester, 6.5mm Creedmoor, .30-06 Springfield, 7mm Remington Magnum та 7mm-08 Remington
Приклад: Полімер
Статус: триває виробництво
Venture
Ствол: 22", 24"
Курок: Одноступеневий регульований
Калібр: .204 Ruger, .22-250 Remington, .223 Remington, .243 Winchester, .25-06 Remington, .270 Winchester, .270 Winchester Short Magnum, .280 Remington, .300 Winchester Short Magnum, .300 Winchester Magnum, .308 Winchester, .338 Winchester Magnum, .30-06 Springfield, 7mm Remington Magnum та 7mm-08 Remington
Варіанти: воронене покриття, погодні щитки, Predator, Compact
Приклад: Полімер
Статус: триває виробництво

## Thompson/Center Arms і Верховний суд
У справі Сполучені Штати проти Thompson/Center Arms Co. (1992) Верховний суд США виніс рішення на користь компанії, вирішивши, що набір для переобладнання гвинтівки, який Thompson продала для своїх пістолетів, не є короткоствольною гвинтівкою згідно з Національний закон про вогнепальну зброю 1934 року.
Бюро з алкоголю, тютюну та вогнепальної зброї стверджувало, що просте володіння пістолетом зі стволом довжиною менше шістнадцяти дюймів (406 мм), плечовим прикладом і гвинтівковим стволом (більше шістнадцяти дюймів) являє собою конструктивний намір "виготовити" нелегальну короткоствольну гвинтівку (поєднавши рамку пістолета, ствол пістолетної довжини та плечовий приклад), навіть якщо плечовий приклад призначався для використання тільки зі стволом гвинтівкової довжини.
Верховний суд не погодився, і його рішення роз'яснило значення терміну "виготовити" в Національному законі про вогнепальну зброю, заявивши, що просте володіння компонентами, які теоретично можуть бути зібрані в незаконній конфігурації, не є порушенням, якщо компоненти можуть також бути зібрані у легальну конфігурацію.
Одним із наведених аргументів був приклад аміачно-нітратного добрива та дизельного палива, які дуже часто можна знайти разом у володінні фермера (добрива для сільськогосподарських культур, паливо для трактора). Володіння обома компонентами є законним, але поєднання цих двох компонентів може створити вибухову речовину, відому як АСДП, проте володіння обома компонентами ніколи не мало на увазі (без інших доказів), що фермер «виготовляв» вибухові речовини.